# Quinacridona
La quinacridona es un compuesto utilizado en la síntesis de pigmentos orgánicos. Su fórmula molecular es C20H12N2O2. Numerosos derivados de quinacridona constituyen la familia de pigmentos de quinacridona, que encuentra un amplio uso en aplicaciones de colorantes industriales tales como pinturas al aire libre, y tóneres de inyección de tinta.

## Síntesis
La condensación del éster succinosuccinato con anilina seguido de ciclación, proporciona dihidroquinacridona. Este último se oxida a quinacridona. Los derivados de la quinacridona se pueden obtener fácilmente mediante el empleo de anilinas sustituidas.

## Características
Las quinacridonas son una familia de pigmentos sintéticos utilizados para hacer pinturas de alto rendimiento. Son así consideradas porque tienen un color excepcional y resistencia a la intemperie. 
Los principales usos de las quinacridonas incluyen recubrimientos de automóvil, así como otros revestimientos industriales. También pueden ser utilizadas en las pinturas artísticas incluyendo óleos, acrílicos, y acuarelas. Dispersiones de pigmentos de quinacridona nanocristalinos funcionalizados con tensioactivos solubilizantes son la tinta de impresión magenta más común.

## Propiedades
Su color oscila entre rojo oscuro a violeta: el matiz de quinacridona se ve afectada no solo por los grupos R en la molécula, sino por la forma cristalina del sólido. Por ejemplo, la modificación cristalina γ de quinacridona sin sustituir proporciona una fuerte sombra de color rojo que tiene una excelente solidez del color y resistencia a la solvatación. 
Otra modificación importante es la fase β que proporciona un tono marrón que también es más resistente a la intemperie y a la luz. Ambas modificaciones cristalinas son termodinámicamente más estables que la fase de cristal α. La modificación cristalina γ se caracteriza por una retícula en cruz donde cada uno de los enlaces de hidrógeno de la molécula se une a cuatro vecinos a través de enlaces de hidrógeno individuales. La fase β, por su parte, consiste en cadenas lineales de moléculas con dobles enlaces de hidrógeno entre cada molécula de quinacridona y dos vecinos.
La quinacridona puede funcionar como un semiconductor orgánico que es notable para el funcionamiento estable al aire. Debido a la interacción intermolecular de enlaces de hidrógeno, la molécula quinacridona puede formar un autoensamblaje, semiconductor orgánico supramolecular. La siguiente imagen, tomada por un microscopio de efecto túnel, muestra estas cadenas quinacridona autoensambladas en un fondo de grafito.

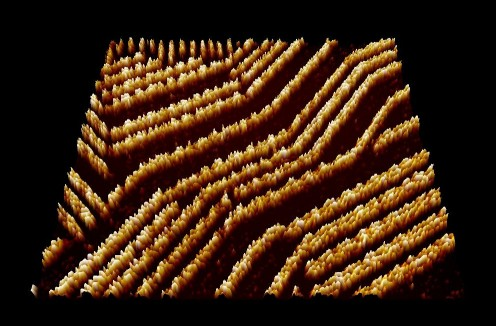

## Pigmentos derivados
- Quinacridona magenta R122, PR122 o PR202
- Quinacridona roja R209 o PV 19γ
- Quinacridona violeta V19B o PV 19β
- Quinacridona rosa V19R
- Quinacridona carmín o rosado PV42
- Quinacridona dorada PO 49
- Quinacridona siena (mezcla)
- Quinacridona escarlata quemada PR206
- Quinacridona púrpura PV55
- Quinacridona coral PR109

### Galería

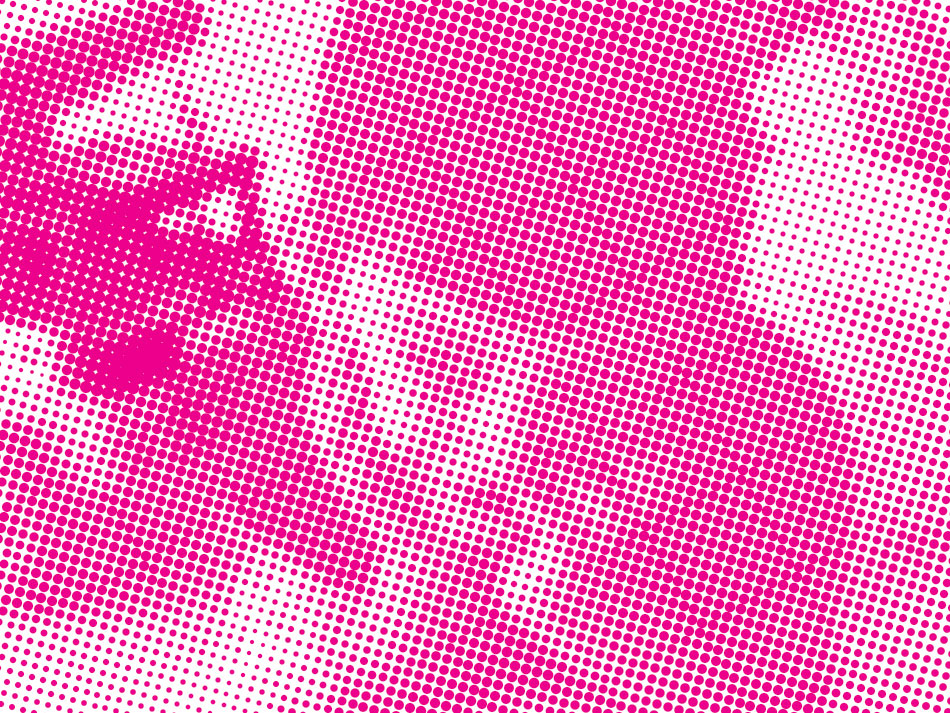
Impresión con quinacridona magenta PR122
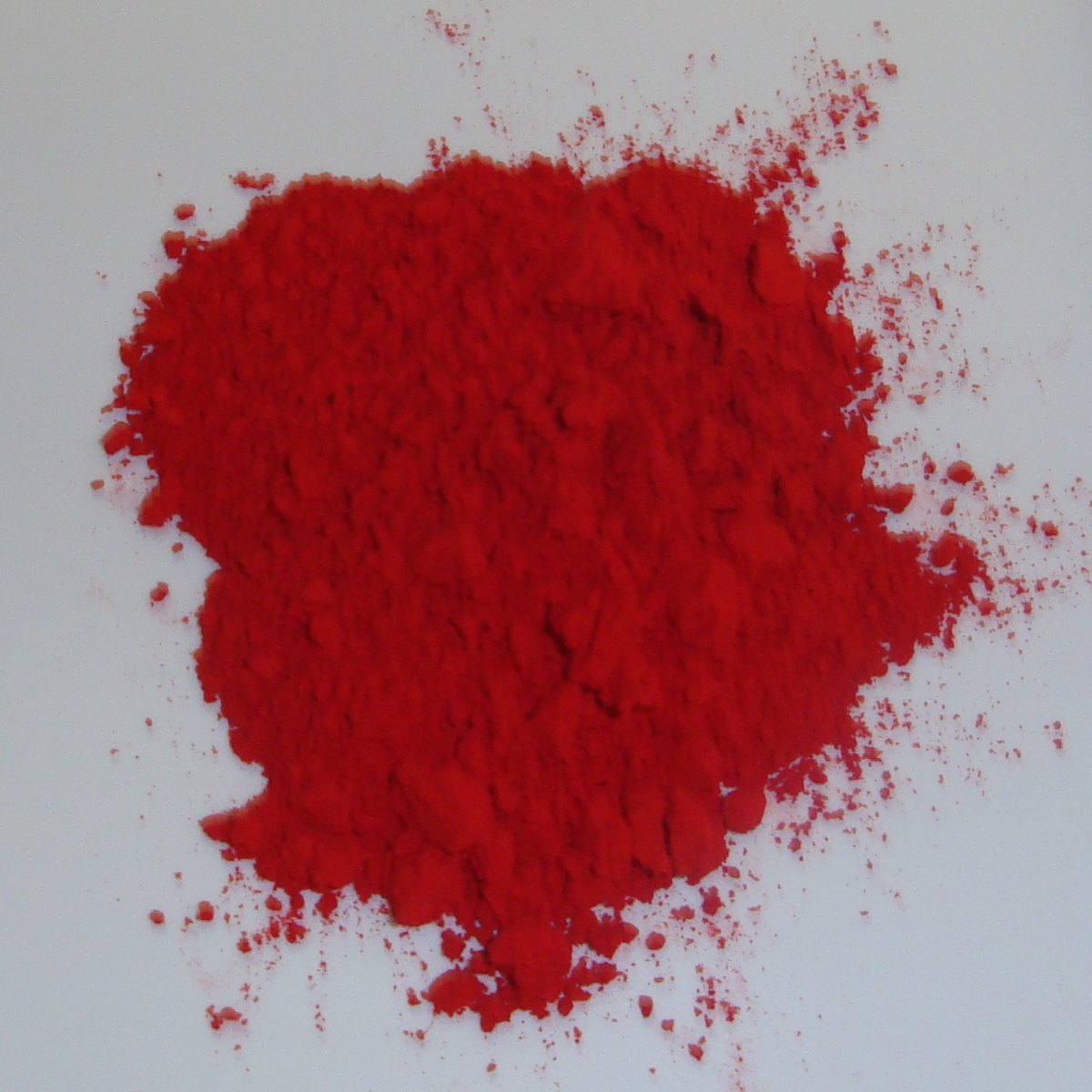
Quinacridona roja
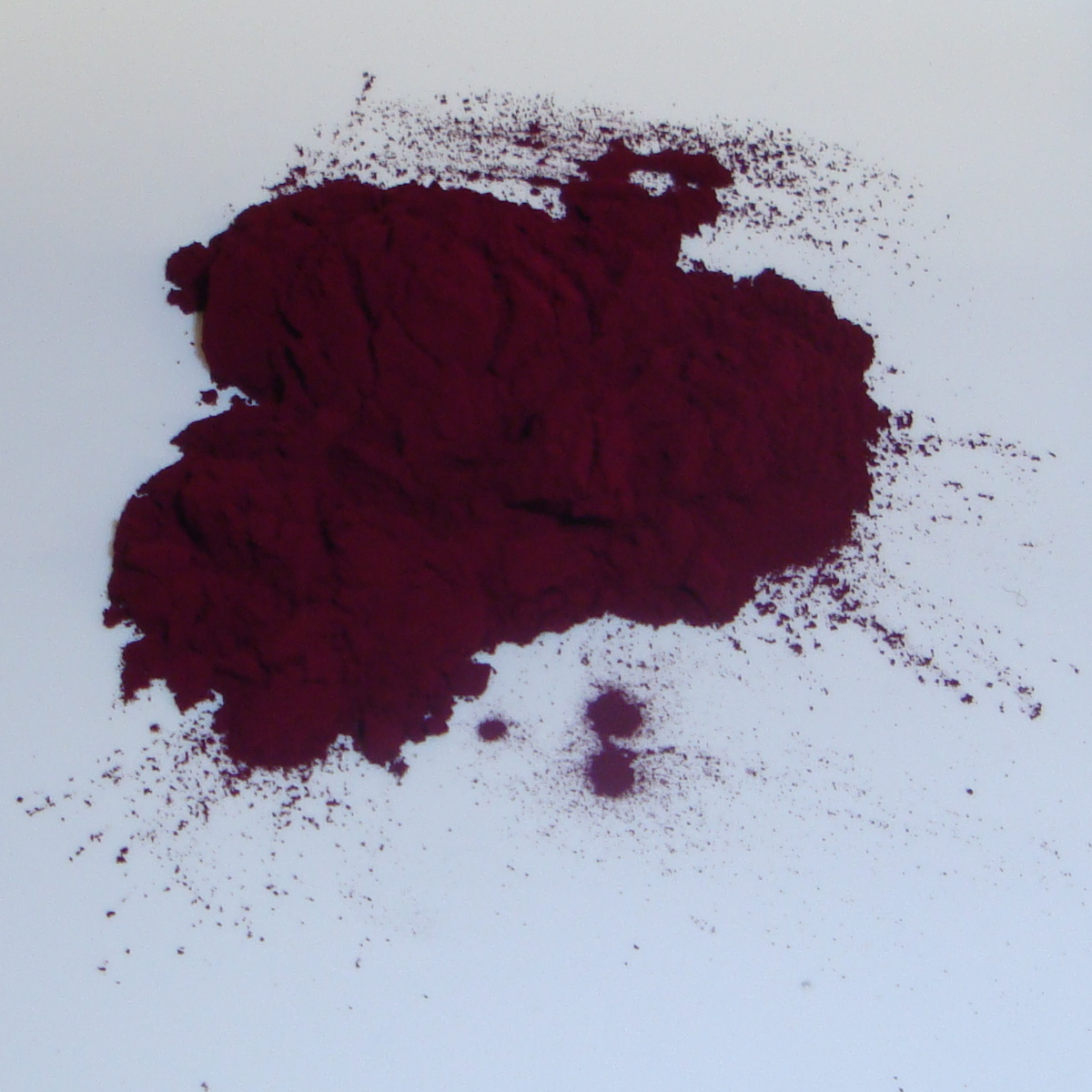
Quinacridona violeta